# 执政官宫 (瓦雷泽)
45°49′07″N 8°49′33″E / 45.81849°N 8.82593°E
执政官宫（Palazzo del Pretorio）位于意大利瓦雷泽市中心的波德斯塔广场（piazza del Podestà），毗邻比乌米宫。这座宫殿于1570年开始建造，原为执政官驻地，也是瓦雷泽市政厅驻地长达300多年，直到1882年迁至埃斯特宫。该建筑是该市为数不多的见证城市历史的见证之一，抵制了20世纪初实施的城市化项目。宫殿内部仍然保留着16世纪的原始形状，而外立面和门廊是19世纪修复的结果。
前面的广场中央是朱塞佩·加里波第和1859年瓦雷泽战役的青铜雕塑，原作保存在加里波第兵营，这里是复制品。如今，这里是政党北方联盟和私人住宅的所在地。